# Licq
Licq — программа для мгновенного обмена сообщениями в Интернете по протоколам OSCAR, XMPP и MSN, работающая на Linux и других Unix-подобных системах. К достоинствам этого клиента можно отнести возможность шифрования сообщений на основе SSL при условии, что у принимающей стороны также установлен Licq, mICQ или SIM. С помощью дополнительных модулей можно подключить шифрование на основе GPG.
Программа является свободной и распространяется под лицензией GNU GPL.
В 2002 году Licq заняла по итогам голосования читателей второе место в конкурсе «Readers' Choice Awards», проводимом ежегодно журналом Linux Journal (номинация «Favorite Instant-Messaging Client»).